# Lilli czarodziejka
Lilli czarodziejka (ang. Lilly the Witch, niem. Hexe Lilly) – irlandzko-niemiecko-austriacki serial animowany, ekranizacja książeczek autorstwa Knistera. Serial nadawany obecnie w godzinach porannych w TVP1.

## Bohaterowie
- Lilli – Lilli jest główną bohaterką serialu. Ma krótkie rude włosy. Za pomocą czarów przenosi się w różne miejsca.
- Hektor – Hektor to mały, zielony smok Lilli. Jest jej najlepszym przyjacielem i wszędzie z nią podróżuje.

## Wersja polska
Opracowanie: TVP Agencja Filmowa

Reżyseria: Andrzej Bogusz

Dialogi: Dorota Dziadkiewicz

Tłumaczenie:
- Veronica Di Folco (odc. 2-11),
- Dorota Dziadkiewicz (odc. 14)

Dźwięk i montaż:
- Jakub Milencki (odc. 2-11),
- Urszula Bylica (odc. 14)

Kierownictwo produkcji: Monika Wojtysiak

Kierownictwo muzyczne: Eugeniusz Majchrzak

Tekst piosenki: Krzysztof Rześniowiecki

Piosenkę śpiewał: Michał Rudaś

Udział wzięli:
- Jolanta Wilk − Lilly
- Jacek Bursztynowicz − Hektor
- Marcin Przybylski − 
  - Moribund Wspaniały (odc. 2),
  - Minotaur (odc. 8)
- Wojciech Machnicki − 
  - Tobiasz (odc. 2),
  - Plasido (odc. 4),
  - Przewodnik (odc. 6)
- Elżbieta Słoboda − Księżna (odc. 2)
- Jarosław Domin − 
  - Brat Grety (odc. 2),
  - Urg (odc. 3),
  - Robotnik #2 (odc. 6)
- Leszek Zduń − 
  - Garg (odc. 3),
  - Mały John (odc. 11)
- Agnieszka Kunikowska − Magda
- Jacek Czyż
- Anna Gajewska − Nauczycielka
- Janusz Wituch − Król Zack (odc. 4)
- Brygida Turowska − Mitsy (odc. 4)
- Artur Kaczmarski − Synoptyk (odc. 4)
- Hanna Kinder-Kiss − Tricky (odc. 5)
- Anna Apostolakis − Snapy (odc. 5)
- Ewa Wawrzoń − Mama Snapy`ego (odc. 5)
- Krzysztof Szczerbiński −
  - Dinozaur #2 (odc. 5),
  - Robotnik #1 (odc. 6),
  - Timmy (odc. 9),
  - Robin Hood (odc. 11),
  - Artur (odc. 14)
- Krzysztof Strużycki − 
  - Dinozaur #2 (odc. 5),
  - Herkules (odc. 8)
- Michał Zieliński − Farug (odc. 6)
- Włodzimierz Press − Profesor Molword (odc. 6)
- Stefan Knothe − Dugi Aberdin (odc. 7)
- Joanna Orzeszkowska − 
  - Nessi (odc. 7),
  - Wódz Wikingów (odc. 10)
- Katarzyna Tatarak − 
  - Leon (odc. 8),
  - Lady Marion (odc. 11)
- Andrzej Bogusz − Wiking (odc. 10)
- Józef Mika − Brat Tuck (odc. 11)
- Marek Barbasiewicz
- Grzegorz Wons
- Zygmunt Sierakowski
- Rafał Dajbor
- Dariusz Błażejewski
- Michał Konarski
- Alina Więckiewicz
- Jacek Jarosz
- Mieczysław Gajda − Merlin (odc. 14)
- Karol Wróblewski − Lancelot (odc. 14)

i inni

## Spis odcinków
| Premiera odcinka | Nr | Polski tytuł                         | Angielski tytuł                         |
| ---------------- | -- | ------------------------------------ | --------------------------------------- |
|                  |    |                                      |                                         |
| Seria pierwsza   |    |                                      |                                         |
|                  |    |                                      |                                         |
| 18.03.2006       | 01 | Lilli na Dzikim Zachodzie            | Lilly In the Wild West                  |
|                  |    |                                      |                                         |
| 25.03.2006       | 02 | Lilli i legenda o czarującym księciu | Lilly and the legend of Prince Charming |
|                  |    |                                      |                                         |
| 01.04.2006       | 03 | Lilli w epoce kamienia               | Lilly in the Stone Age                  |
|                  |    |                                      |                                         |
| 08.04.2006       | 04 | Lilli i Atlantyda                    | Lilly and Atlantis                      |
|                  |    |                                      |                                         |
| 22.04.2006       | 05 | Lilli i dinozaury                    | Lilly and the dinosaurus                |
|                  |    |                                      |                                         |
| 29.04.2006       | 06 | Lilli i tajemnica mumii              | Lilly and the mystery of the mumia      |
|                  |    |                                      |                                         |
| 06.05.2006       | 07 | Lilli i potwór z Loch Ness           | Lilly and the Loch Ness monster         |
|                  |    |                                      |                                         |
| 13.05.2006       | 08 | Lilli i Herkules                     | Lilly and Hercules                      |
|                  |    |                                      |                                         |
| 27.05.2006       | 09 | Lilli i wielkie insekty              | Lilly and the giant insects             |
|                  |    |                                      |                                         |
| 03.06.2006       | 10 | Lilli i wikingowie                   | Lilly and the Vikings                   |
|                  |    |                                      |                                         |
| 10.06.2006       | 11 | Lilli i Robin Hood                   | Lilly and Robin Hood                    |
|                  |    |                                      |                                         |
| 17.06.2006       | 12 | Lilli w deszczowym lesie             | Lilly in the rain forest                |
|                  |    |                                      |                                         |
| 24.06.2006       | 13 | Lilli i Leonardo                     | Lilly and Leonardo                      |
|                  |    |                                      |                                         |
| Seria druga      |    |                                      |                                         |
|                  |    |                                      |                                         |
| 21.05.2008       | 14 | Lilly i Król Artur                   | Lilly and King Arthur                   |
|                  |    |                                      |                                         |
| 28.05.2008       | 15 | Lilly w Nowym Świecie                | Lilly in the New World                  |
|                  |    |                                      |                                         |
| 04.06.2008       | 16 | Lilly i Muszkieterowie               | Lilly and the Musketeers                |
|                  |    |                                      |                                         |
| 11.06.2008       | 17 | Sztuki magiczne                      | Lilly and Houdini                       |
|                  |    |                                      |                                         |
| 18.06.2008       | 18 | Lilly i gorączka złota               | Lilly and the Gold Rush                 |
|                  |    |                                      |                                         |
| 26.06.2008       | 19 | W osiem dni dookoła świata           | Lilly Around the World in Eight Days    |
|                  |    |                                      |                                         |
| 03.07.2008       | 20 | Lilly i zagadka dla detektywa        | Lilly and the Master Detective          |
|                  |    |                                      |                                         |
| 10.07.2008       | 21 | Lilly w Hollywood                    | Lilly in Hollywood                      |
|                  |    |                                      |                                         |
| 17.07.2008       | 22 | Lilly w Irlandii                     | Lilly and the Leprechauns               |
|                  |    |                                      |                                         |
| 24.07.2008       | 23 | Lilly i Frankenstein                 | Lilly and Frankensteins Monster         |
|                  |    |                                      |                                         |
| 31.07.2008       | 24 | Lilly w Chinach                      | Lilly in China                          |
|                  |    |                                      |                                         |
| 07.08.2008       | 25 | Lilly na pirackim statku             | Lilly and the Pirates                   |
|                  |    |                                      |                                         |
| 14.08.2008       | 26 | Lilly na księżycu                    | Lilly on the Moon                       |
|                  |    |                                      |                                         |